# Kleiner Lafatscher
De Kleine Lafatscher is een 2635 meter hoge bergtop in de Gleirsch-Halltal-keten in het Karwendelgebergte in de Oostenrijkse deelstaat Tirol. De top is vanuit het Halltal in ongeveer vier uur bereikbaar. De top ligt aan de bergpas Lafatscher Joch, die hij aan de westelijke zijde flankeert.
De bergtop werd hoogstwaarschijnlijk op 26 mei 1881 voor het eerst bedwongen door het kwartet Zott, Zametzer, Kilger en Schwaiger.